# Pierrot la tendresse
Pour plus de détails, voir Fiche technique et Distribution.
Pierrot la tendresse est un film français réalisé par François Villiers et sorti en 1960.

## Synopsis
À Paname, Pierrot la Tendresse exerce le métier de tueur à gages. Son patron lui a confié la mission de buter Tony le Baratineur après avoir récupéré son magot. Mais Pierrot doit d’abord enjôler Tony pour découvrir sa planque. La police, elle aussi, aimerait bien savoir où Tony a camouflé son butin (un braquage de plusieurs millions de francs). Pendant que les flics fricotent, Pierrot va utiliser les charmes d’une jolie poupée du pavé, sa protégée Marie la Crêpe (qui n’est pas à un retournement près) pour séduire Tony. Cette histoire de fric et de flics va se muer en douce poésie... 

## Fiche technique
- Titre original : Pierrot la tendresse
- Réalisation : François Villiers
- Scénario : Charles Exbrayat
- Dialogues : Yvan Audouard
- Décors : François de Lamothe
- Photographie : Paul Soulignac
- Son : Jean Bonnafoux
- Montage : Édouard Berne
- Musique : Guy Béart
- Chansons BO : paroles, musiques et interprétation par Guy Béart
  - Printemps sans amour (reprise par Michel Simon)
  - Pierrot la Tendresse (reprise par Dany Saval)
  - Le matin, je m’éveille en chantant (reprise par Claude Brasseur)
- Tournage extérieur :
  - Quartier de la Collégiale Notre-Dame de Mantes-la-Jolie
  - Paris
- Producteur : Roger Cauvin
- Société de production : Les Films Caravelle (France)
- Sociétés de distribution : Gaumont (France), Labrador Films (France), Mercury Films (France)
- Pays d'origine :  France
- Langue de tournage : français
- Format : noir et blanc — 35 mm — son monophonique
- Genre : comédie policière
- Durée : 84 minutes
- Date de sortie :  30 novembre 1960
- (fr) Mention CNC : tous publics (visa d'exploitation no 23681 délivré le 28 novembre 1960)
- Affiche : Clément Hurel (France)

## Distribution
- Michel Simon : Pierrot la Tendresse
- Claude Brasseur : Tony le Baratineur
- Dany Saval : Marie la Crêpe
- Marie Daëms : l'hôtelière, patronne du "péché original"
- Jean-Pierre Marielle : Emile, l'indic
- Gène Villiers : Krishna, la bonne à tout faire indienne de Pierrot
- Maurice Biraud  : l'agent immobilier
- Simone Duhart : La patronne du bar, rue de la Santé
- Harry-Max : Le notaire
- Michel Jourdan : un acolyte de Pierrot
- Jany Clair : La cliente qui part à [Saint-Tropez]

## Bande son
Musique et chansons de Guy Béart (BO publiée sur 45 tours Philips 432 511 BE)
- Pierrot la tendresse
- Printemps sans amour
- Le matin je m’éveille en chantant

## Autour du film
- C’est avec ce film et grâce à François Villiers que François de Lamothe fit ses débuts de décorateur au cinéma.